# Gemma blava
La gemma blava (Ptilorrhoa caerulescens) és una espècie d'ocell de la família dels cinclosomàtids (Cinclosomatidae).

## Hàbitat i distribució
Habita el terra dels boscos de les terres baixes de les illes de Misool i Nova Guinea.